# Tomáš Velímský
Tomáš Velímský (* 11. April 1946 in Satu Mare, Rumänien) ist ein tschechischer Historiker.

## Leben
Tomáš Velímský wurde am 11. April 1946 in Rumänien geboren, von wo seine Familie 1948 in die Tschechoslowakei zurückkehrte. Von 1952 bis 1960 besuchte er eine Grundschule, von der er 1960 ans Gymnasium in Ostrava wechselte. An der Universität Brno studierte er 1964 – 1969 an der Philosophischen Fakultät im Institut für Urgeschichte. Zunächst arbeitete Velímský als Archäologe im Regionalmuseum von Kutná Hora. Von 1973 bis 1993 hatte er verschiedene Positionen am Archäologischen Institut der Tschechoslowakischen Akademie der Wissenschaften in Prag und in Most (Brüx) inne. Im Jahr 1982 erlangte er den Titel eines PhDr. (kleiner Doktorgrad der Philosophie) an der Karls-Universität in Prag. Seit 1993 ist er an der Universität in Ústí nad Labem (UJEP) als Fachassistent und Dozent tätig. Nachdem er sich 1997 mit der Thesis "Zur Problematik des Beginns mittelalterlicher Städte in Böhmen" als Kandidat der Wissenschaften (CSc./PhD.) am Institut für Archäologie der AdW in Prag promovierte und 1998 an der Universität in Ústí nad Labem zur tschechischen Regionalgeschichte ("Trans Montes, ad fontes!") habilitierte, erhielt er im gleichen Jahr eine außerordentliche Professur an der dortigen Philosophischen Fakultät.
Ab 2003 hielt er auch an der Philosophischen Fakultät der Karls-Universität Prag (Institut für tschechische Geschichte) als Honorardozent Vorlesungen zum böhmischen Adelsstand; ab 2004 ebenso am Lehrstuhl für Historiographie der Technischen Universität Liberec.
Velímský ist verheiratet und hat drei Söhne, der jüngste ist ebenfalls Historiker.

## Schwerpunkte
Das Spezialgebiet von Tomáš Velímský ist mittelalterliche Archäologie und die Besiedlung von Nordböhmen. Auch mit den Anfängen des dortigen Adels hat er sich befasst.

## Werke
Velímský ist Autor zahlreicher Studien, jedoch ist er ebenfalls Verfasser mehrerer Geschichtsbücher. Von ihm verfasste Monografien sind:
- Město na louce - Archeologický výzkum na Mariánské louce v Děčíně 1984-1989 (Stadt auf der Wiese - Archäologische Forschung auf der Frauenwiese in Děčín 1984–1989), 1991, Bezirksheimatmuseum Děčín, ISBN 80-85036-05-3
- Trans montes, ad fontes! (Über die Berge, zu den Quellen!). Die Rolle des Újezd in der mittelalterlichen Besiedlung des mittleren und höheren Siedlungen im Gebiet von Nordwestböhmen; 1998 (Habilitationsschrift)
- Hrabišici - páni z Rýzmburka (Die Hrabischitz - Herren von Riesenburg); NLN - Nakladatelství Lidové noviny, 2002, ISBN 80-7106-498-X
- Páni ze Svojšína (Die Herren von Svojšín), NLN - Nakladatelství Lidové noviny, 2013, ISBN 978-80-7422-238-2